# Davor Čop
Davor Čop (Fiume, 31 ottobre 1958) è un allenatore di calcio ed ex calciatore jugoslavo, dal 1992 croato, di ruolo attaccante.

## Biografia
È il padre di Duje, calciatore croato, anche lui attaccante con un passato in Serie A.

## Caratteristiche tecniche

### Giocatore
Spiccata propensione per il lavoro nel settore sinistro del campo, rapidità nei movimenti offensivi e buona abilità di palleggio, queste le doti mostrate da Čop nelle poche partite disputate con la maglia dell'Empoli.
Nella natìa Jugoslavia giocò con profitto anche nel ruolo di centrocampista offensivo, come testimoniano le 10 reti realizzate nella Dinamo Vinkovici nella stagione 1986-1987.

## Carriera
Militò in patria, l'allora Jugoslavia, nell'Hajduk Spalato per otto anni, e successivamente nella Dinamo Vinkovci per tre, aggiudicandosi nel 1986 il titolo di capocannoniere del campionato jugoslavo con 22 reti all'attivo. Con la squadra spalatina esordì il 29 settembre 1976 nei sedicesimi di finale di ritorno della Coppa delle Coppe contro il Lierse. 
L'Empoli lo acquistò per 40 milioni di lire nell'estate 1987, ritenendolo partner d'attacco ideale per supportare lo svedese Johnny Ekström. L'attaccante però non seppe mantenere le aspettative in Italia, scontando più del previsto difficoltà d'inserimento sia di natura tecnica che ambientale; l'allenatore Gaetano Salvemini, dopo averlo provato nelle amichevoli precampionato, lo bocciò senza appello concedendogli solo brevi e sporadiche apparizioni, che peraltro non lasciarono il segno.
Concluse la sua esperienza italiana venendo quindi accompagnato dalla nomea di «bidone», dopo aver collezionato solo 9 presenze in Serie A, tutte subentrando a partita in corso, senza mai andare a segno, mentre in Coppa Italia trovò la via del gol contro la Cremonese.
Čop ritornò in patria l'anno successivo per rivestire la maglia della Dinamo Vinkovici, la sua ex squadra della quale divenne anche allenatore nella stagione 2001-2002.

## Palmarès

### Giocatore

#### Club
- Campionato jugoslavo: 1

Hajduk Spalato: 1978-1979
- Coppa di Jugoslavia: 2

Hajduk Spalato: 1976-1977, 1983-1984

#### Individuale
- Capocannoniere della Prva Liga: 1

1985-1986 (22 gol)